# Rybář

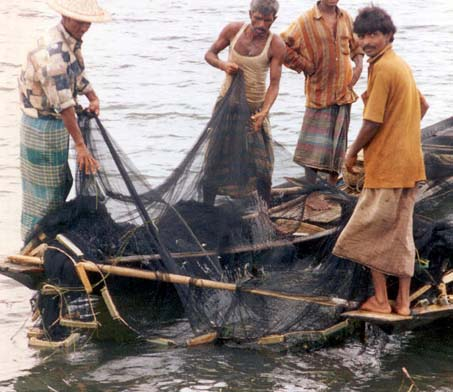
Skupina rybářů v Bangladéši

Rybář je člověk zabývající se lovem a případně prodejem ryb. Tato činnost je označována jako rybolov. Základními rybářskými pomůckami při chytání ryb jsou pruty, podběráky, sítě, vrše, případně harpuny.

## Základní dělení

### Profesionálové
- vnitrozemští rybáři, kteří se obvykle věnují chovu ryb v umělých vodních nádržích (rybník, přehrada, sádka) a na jiných vodních dílech
- rybáře věnující se rybolovu na moři (obecně lovu volně žijících mořských živočichů)

### Amatéři
Sportovní rybáři, již tuto činnost provádějí coby svoje hobby, z nichž někteří se věnují též zvláštnímu sportovnímu odvětví známého pod pojmem rybolovný sport, zvaným též rybolovná technika.

### Související článek
- Námořní rybolov